# Білбай аз-Загір
Аз-Загір Сайф ад-Дін Білбай аль-Муаяді (араб. الملك الظاهر سيف الدين يلباي المؤيدي الإينالي) — мамелюкський султан Єгипту з династії Бурджитів.
Був черкеського походження. Його привезли до Єгипту за часів правління Шайха аль-Муаяда. З часом став мамлюком Барсбея, призначається еміром десяти, отримав відповідну ікту. Султан Джакмак призначив Білбая (Білбея) еміром барабанів. Втім наступний султан Усман ув'язнив, але швидко звільнив султан Інал. У вересні 1466 року став атабегом за султана Хушкадама.
Після смерті Хушкадама 9 жовтня 1467 року зумів захопити трон, отримавши підтримку більшості єгипетських емірів. Під час свого правління він став залежним від свого дабадар-кабіра (великого виконавчого секретаря чи головного радника) Хайрбека. 5 грудня 1467 року мамлюки клану Захірі повалили Білбая, після чого Тимур-бугу було проголошено султаном.
Більбая ув'язнили в Александрії, де він помер від чуми 19 вересня 1468 року.